# Neopanorpa tiomanensis
Neopanorpa tiomanensis är en näbbsländeart som beskrevs av George W. Byers 1966. Neopanorpa tiomanensis ingår i släktet Neopanorpa och familjen skorpionsländor. Inga underarter finns listade i Catalogue of Life.